# ジョゼフ・エスポジート
ジョセフ・“ダイヤモンド・ジョー”・エスポジート（Joseph "Diamond Joe" Esposito、1872年4月28日 - 1928年3月21日）は、20世紀初頭のシカゴのイタリア系政治家、密輸ギャング。アメリカで初めて政治的影響力を持ったイタリア系移民の1人で、政治と組織犯罪をつなぐフィクサーとして活動した。ダイヤモンドを好み、ダイヤモンド・ジョーのニックネームがついた。

## 来歴

### 初期
ナポリ近郊アチェッラ生まれ。1895年渡米し、ニューヨークのブルックリンに住み、パン屋で働いた。1905年、シカゴのウェストサイドに移住し、自分のパン屋を開いた。3年後、建設業組合の渉外員になり、好んでイタリア系労働者の面倒を見た。イタリア系移民の入国斡旋や職の紹介など移民ビジネスを手がけると共に、イタリアコミュニティの人脈作りに腐心し、同郷500人が集まるアチェッラサークルの会長になった。
1913年、シカゴのリトルイタリー（テイラーストリート地区）にベラナポリカフェをオープンした。多くのシカゴギャングや政治家が集まり、政治やビジネスの会談に利用された。1917年4月10日、ベラナポリで撃ち合いの末ギャングが2人死亡し、殺人容疑で逮捕された。

### 政界進出
早い頃からイタリア人居住区の選挙投票に影響力を持ち、集票活動や政敵妨害を組織的に行っていた。その手腕を見込まれて共和党上院議員チャールズ・デニーンのグループに加わった。アイルランド系政治家に政治戦術を学び、当時イタリア系が稀だった政界に切り込んだ。有望な若手を連れてきて用心棒や選挙戦の武闘要員に使い、スポンサーになったり政治的保護を与えた。シチリア系ギャングのジェンナ兄弟の入国を斡旋し、用心棒などの仕事をあてがった。
彼の政治力は1920年に発揮された。共和党多数派の"ビッグ・ビル"・トンプソン会派がシカゴ市の35管区の殆どで勝利を収めたが、少数派のデニーン会派が圧勝した唯一の管区がエスポジートの管区だった。しかしデニーン派はその後もマイノリティに甘んじ、クック郡の選挙などで負け戦を続けた。1924年、大統領選でカルビン・クーリッジのイリノイ州選出29人代表選挙人の1人に選ばれた。

### 禁酒法時代
禁酒法が施行されると、酒の密輸に乗り出した。郊外のシカゴハイツの蒸留所で自前の密造酒を造り、自分のカフェに運んだりスピークイージーに売りさばいた。アルコール製造に不可欠な砂糖をキューバから輸入し、密輸ギャングの中で優位に立った。本人の言によるとクーリッジの大統領選で集票協力した見返りに砂糖の輸入ライセンスを手に入れた。密輸の儲けで大富豪になり、マイク・メルロ、ジョニー・トーリオ、アントニオ（アンソニー）・ダンドレアなどと並んでイタリアコミュニティで突出した存在になった。
1923年6月、ベラナポリが密輸取締捜査官に摘発され、罰金1000ドルと1年間の営業停止処分になった。1920年代半ばギャングの密輸抗争がエスカレートし、ジェンナ兄弟ら付き合いの深いギャングが何人も襲われ、また殺されたが、エスポジート自身は厄災を免れた。

### パイナップル予備選
1928年、イリノイ州要職の共和党予備選挙で、エスポジートの支持するデニーン陣営は"ビッグ・ビル"・トンプソン現職市長陣営と争ったが、密造酒利権の支配を巡る対立を伴い、爆弾や手りゅう弾で互いを攻撃する暴力選挙になった（手りゅう弾をパイナップルに見立て「パイナップル予備選」と呼ばれた）。トンプソン派市政幹部の家が爆破されたのを皮切りに、デニーン派立候補者やデニーン自身の家が爆破された。
エスポジートは、トンプソン陣営のバックにいたアル・カポネと対立し、死の警告を受けた。カポネは支持陣営をスイッチするかシカゴを立ち去るかを迫ったが、エスポジートは用心棒を2人付けるだけで満足し、警告を無視した。

### 最期
1928年3月21日、自宅に向かっている途中、通り過ぎる車から二連式ショットガンとリボルバーで銃撃され、即死した。頭と体から58個の兆弾が摘出された。用心棒2人はエスポジートを囲んで歩いていたが、最初の発砲で地面に伏せ、無傷だった。襲撃を事前に知っていたと疑われ、殺害共謀容疑で警察に連行された。一説に、カポネ傘下の42丁目ギャングの仕業とされる。殺された時ダイヤの指輪をはめ、トレードマークの「Ｊ・Ｅ」が彫り込まれたダイヤ入りベルトバックルを付けていた。
3月26日にマウントカーメル墓地で行われた葬儀には8千人の会葬者が集まった。

## エピソード
- 自分の妻が別の男と婚約していたが、その男を始末して結婚したという。
- 仲間や支持者の冠婚葬祭に出席を欠かさず、失職した人に仕事の斡旋をするなどイタリアコミュニティの名士として振る舞った。クリスマスのたびに貧しい家族に食料や石炭、衣服をプレゼントした[5]。多くのイタリア系の子供のゴッドファーザーになり、子供の母親たちは彼の10ドルのチップをいつも当てにした[3]。
- ベラナポリカフェには錚々たるギャングスターが出入りし、ジェンナ兄弟のほかアル・カポネやフランク・ニッティなどアウトフィットのメンバーも常連だった。
- 1920年、キューバ滞在時に知り合った渡米中のポール・リッカを後でシカゴに呼び寄せ、ベラナポリの仕事やキューバの密輸の仕事を与えた[11][12]。
- 1920年代半ばに祖国に帰った時、帰国歓迎の感謝状を受け取った。渦巻き文様の下地にエスポジートの写真を囲むようにイタリア・アメリカ両国の国旗が交わり、裏面にはイリノイ州知事、トンプソンシカゴ市長（当時）、デニーン上院議員他多くの政治指導者のサインが添えられていた。感謝状は彼の宝物になった[6]。